# Isthmohyla rivularis
Isthmohyla rivularis is een kikker uit de familie boomkikkers (Hylidae). De soort werd voor het eerst wetenschappelijk beschreven door Edward Harrison Taylor in 1952. Oorspronkelijk werd de wetenschappelijke naam Hyla rivularis gebruikt.
Isthmohyla rivularis komt voor in Midden-Amerika en wordt met uitsterven bedreigd, onder meer door chytridiomycose. De boomkikker is momenteel door de IUCN als kritiek geclassificeerd.
Voorheen was Isthmohyla rivularis een algemene soort in de Cordilleras de Tilarán, Central en Talamanca in Costa Rica en westelijk Panama op hoogtes van 1210 tot 2040 meter. Uiteindelijk daalden de aantallen dusdanig dat de soort als uitgestorven werd beschouwd. In 2006 werd in Costa Rica een restpopulatie gevonden in Monteverde. In 2007 werden er door biologen mannelijke exemplaren waargenomen en in 2008 maakten biologen filmopnames van enkele vrouwtjes. Ook in Las Tablas werd een restpopulatie gevonden. In 2017 werd een nieuwe populatie ontdekt in Parque Nacional Juan Castro Blanco.
In Panama werd de soort aanvankelijk in 1996 voor het laatst waargenomen, maar in 2008 werden populaties gevonden aan de Caribische en Pacifische zijde van Cerro Pando in Internationaal park La Amistad.
Het vrouwtje van de kikker wordt ongeveer 2,5 centimeter lang en is bruin met groene vlekken.